# كليفورد برودي فريث
كليفورد برودي فريث (بالإنجليزية: Clifford Brodie Frith)‏ هو مصور وعالم طيور أسترالي، ولد في 1950.